# Герб Тягинки
Герб Тягинки — офіційний символ села Тягинка Бериславського району Херсонської області. Автором герба є Олексій Паталах.

## Опис
У синьому полі на золотому острові золота мурована фортеця з глухою зубчастою стіною та трьома зубчастими вежами, з яких середня вища за бічні. У золотій главі три в пас чорні плоди терну із зеленими черенками.

## Символіка
Для зображення фортеці використано графічні реконструкції Вадима Ільїнського та Світлани Бєляєвої. Силуетно вона нагадує родовий знак династії Гедиміновичів. Три плоди терну розшифровують назву села, яка в перекладі з тюркської означає «тернина» (герб є промовистим).